# Luca Antonio Virili
Luca Antonio Virili (Roma, 1564 - Roma, 4 de junho de 1634) foi um cardeal do século XVII

## Biografia
Nasceu em Roma em 1569. De família nobre de Sabina. Filho de Lelio Virili, advogado romano, e de Sigismonda Prati.
Estudou na Universidade de Siena, onde obteve o doutorado em utroque iure, tanto em direito canônico quanto em direito civil, em 1590..
Retornou a Roma e aprendeu a prática da Cúria Romana no ateliê de Francesco Pegna, decano da Sagrada Rota Romana. O Papa Paulo V nomeou-o tenente civil do auditor da Câmara Apostólica, Giandomenico Spinola, futuro cardeal. Nomeado superintendente da casa papal pelo Papa Gregório XV. Mestre de Câmara do Cardeal Antonio Barberini, iuniore . Secretário de Memoriais. Comissário da Santa Sé perante o duque de Urbino, agosto-setembro de 1624. Auditor da Sagrada Rota Romana, 22 de junho de 1626. Vice-prefeito do Tribunal da Assinatura Apostólica..
Criado cardeal sacerdote no consistório de 19 de novembro de 1629; recebeu o chapéu vermelho e o título de S. Salvatore em Lauro, em 17 de dezembro de 1629..
Morreu em Roma em 4 de junho de 1634, antes do amanhecer, em sua residência romana. O funeral realizou-se na igreja de SS. Trinità al Monte Pincio, Roma, e foi sepultado nessa mesma igreja.